# Canó de la Barceloneta
El Canó de la Barceloneta és un giny d'artilleria festiva molt popular a la Barceloneta que és conduït per un veí disfressat de militar napoleònic. En una cercavila, i seguint les ordres del militar, el canó dispara salves de pirotècnia barrejades amb caramels. Després de cada salva, els assistents simulen caure abatuts i recullen les llaminadures que ha expulsat el canó. Surt cada 29 de setembre des de la parròquia de la Barceloneta, en un dels actes més singulars de la festa major del barri, que se celebra per Sant Miquel.
D'històries sobre l'origen del canó, se n'han explicades moltes, i algunes força inversemblants. N'hi ha que el vinculen a la guerra del Francès i algunes altres a un canó de barra de defensa portuària. Però el fet cert és que la paternitat d'aquest element té nom i cognom: Pancraç Farell, matricer d'ofici i treballador de la Maquinista. El senyor Farell va esposar-se amb una catalana que era descendent de família francesa per línia paterna i la parella va fundar l'any 1886 el restaurant Farell, ben aviat conegut per Can Tipa.
Un any va assistir a les festes del poble de l'àvia de la seva esposa, a França, on va veure que rondava pels carrers un canó d'attrezzo on feien explotar un petard a la boca alhora que llançaven caramels i joguines per a la mainada. L'any 1912 Pancraç Farell, amant de les festes populars, va fer construir un canó a semblança del francès. I de llavors ençà el canó s'ha convertit en l'element identificatiu de les festes del barri.